# 近鉄バスホールディングス
近鉄バスホールディングス株式会社（きんてつバスホールディングス、英: Kintetsu Bus Holdngs CO.,LTD.）は、大阪府大阪市天王寺区に本社を置き、近鉄グループのバス事業を統括する持株会社（中間持株会社）。近鉄グループホールディングスの連結子会社である。
2023年9月現在、近鉄バスホールディングス株式会社の公式ウェブサイトは制作されていない。

## 概要

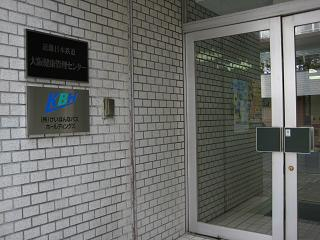
けいはんなバスHD時代の旧本社

2007年10月、近畿日本鉄道株式会社（現：近鉄グループホールディングス）の新設分割により、株式会社けいはんなバスホールディングスとして設立。近鉄グループ内の大阪府、京都府、奈良県、和歌山県地域のバス事業を統括する中間持株会社として出発した。この時点でけいはんなバスHDの子会社となった会社は、近鉄バス、奈良交通（および子会社のエヌシーバス）、奈良観光バスの各社であった。
「けいはんな」の社名は京都・大阪・奈良を意味する「京・阪・奈」に由来し、管轄の営業エリアは近畿地方の路線バス事業としては最大となった。
その後、2014年4月1日付で簡易吸収分割により、三重交通グループホールディングスを除く近鉄グループのバス事業者の株式も中間持株会社が保有し、同時にけいはんなバスHDから、近鉄バスホールディングス株式会社へ商号変更した。

## 傘下の企業
括弧内は持株比率。
- 近鉄バス（100%）
- 奈良交通（61.1%）
  - エヌシーバス（奈良交通100%出資）
- 奈良観光バス（100%）
- 防長交通（58.9%）
  - 防長観光バス（防長交通100%出資）
- 北日本観光自動車（65.9%）